# Jean-Henri Dollfus fils
Pour les articles homonymes, voir Dollfus.
Jean-Henri Dollfus (Mulhouse, 28 septembre 1755 - Mulhouse, 9 décembre 1825) était manufacturier à Mulhouse.

## Biographie
Arrière-petit-fils du savant bâlois Jean Bernoulli et fils de Jean-Henri Dollfus père (cofondateur en 1746 de la première manufacture d'indiennes de Mulhouse), Jean-Henri Dollfus fut nommé maire de Mulhouse une première fois en 1814 (une année) puis une seconde fois le 26 avril 1821 (il le restera jusqu'à sa mort) en raison de son loyalisme à l'égard des Bourbons, attitude politique plutôt rare au sein la classe dirigeante mulhousienne, essentiellement protestante et libérale.
Succédant au brillant leader libéral Jean-Jacques Koechlin, il fut un édile peu efficace et davantage préoccupé par le financement de ses frais de représentation, laissant l'administration de sa ville dans un état plutôt désordonné.
Il fut même accusé de concussions et dut être remplacé à la tête de la municipalité, avant d'être finalement acquitté par les assises du Haut-Rhin.
Un de ses neveux, André Koechlin, fut maire de Mulhouse entre 1830 et 1843.
Une de ses nièces, Julie Dollfus (1775-1855) est l'arrière-grand-mère de Pierre Curie.